# Красимир Коев (футболист)
Красимир Александров Коев (роден на 27 август 1963 г.) е бивш български футболист, защитник. Играл е за Левски (София), Апоел (Тел Авив), Славия (София), Доростол (Силистра), Локомотив (Пловдив), Академик (София), Черно море (Варна) и Септември (София).
В А група има 243 мача и 3 гола. Четирикратен шампион на България през 1984, 1985, 1988, 1993 и 1994 с Левски (Сф), вицешампион през 1982, 1983, 1987, 1989 и 1992, с отбора на Славия е бронзов медалист през 1991 г. Tрикратен носител на купата на страната през 1984, 1986 и 1992 г. с Левски (Сф). За купата на страната има 47 мача и 2 гола (38 мача и 1 гол за Левски, 5 мача и 1 гол за Славия, 3 мача за Черно море и 1 мач за Доростол). В евротурнирите има 21 мача (4 за Левски в КЕШ, 6 за Левски в КНК и 11 за купата на УЕФА, от които 9 за Левски и 2 за Славия). За националния отбор има 15 мача.

## Статистика по сезони
- Левски (Сф) – 1981/82 – А група, 8 мача/0 гола
- Левски (Сф) – 1982/83 – А група, 18/0
- Левски (Сф) – 1983/84 – А група, 16/0
- Левски (Сф) – 1984/85 – А група, 15/0
- Левски (Сф) – 1985/86 – А група, 25/0
- Левски (Сф) – 1986/87 – А група, 27/0
- Левски (Сф) – 1987/88 – А група, 30/1
- Левски (Сф) – 1988/89 – А група, 27/0
- Левски (Сф) – 1989/90 – А група, 23/0
- Славия – 1990/91 – А група, 4/0
- Доростол – 1991/ес. – Б група
- Левски (Сф) – 1992/пр. – А група, 5/0
- Левски (Сф) – 1992/93 – А група, 16/0
- Левски (Сф) – 1993/ес. - А група, 3/0
- Локомотив (Пд) – 1994/пр. - А група, 13/0
- Академик (Сф) – 1994/95 – Б група, 27/2
- Академик (Сф) – 1995/ес. – Б група, 27/2
- Черно море – 1996/пр. – Б група, 16/0
- Черно море – 1996/97 – Б група, 19/0
- Септември – 1997/98 - Б група, 15/2